# Roberto Andorno
Roberto Andorno, né le 16 août 1961 à Santa Fe en Argentine, est un juriste et écrivain argentin, docteur en droit, spécialisé dans les questions de bioéthique et professeur associé à la Faculté de droit de l'université de Zurich (Suisse).

## Biographie
Sa thèse doctorale, soutenue en 1994 à l'Université Paris XII, portait sur la distinction entre les personnes et les choses à l’épreuve des procréations assistées. Après un périple académique l’ayant mené de l'université de Buenos Aires (1994-1998) à la Faculté de philosophie de l'Université Laval de Québec (1999), il a été chercheur en Allemagne auprès des universités de Göttingen (2001-2003) et de Tübingen (2004-2005).
Membre du Comité international de bioéthique de l'UNESCO entre 1998 et 2005, il a participé aux travaux de rédaction de la Déclaration internationale sur les données génétiques humaines de 2003 et de la Déclaration universelle sur la bioéthique et les droits de l'homme de 2005. Depuis 2005 il est chercheur auprès de l'Institut d'éthique biomédicale de l'université de Zurich. Depuis 2011, il est professeur associé à la Faculté de droit de l'université de Zurich (Suisse).

### Ouvrages
- La distinction juridique entre les personnes et les choses à l'épreuve des procréations artificielles, Paris, Libraire générale de droit et de jurisprudence, 1996
- La bioéthique et la dignité de la personne, Paris, Presses universitaires de France, coll. « Médecine et société », 1997
- Ethics and Law of Intellectual Property. Current Problems in Politics, Science and Technology (ouvrage collectif sous la direction de R. Andorno, C. Lenk et N. Hoppe), Ashgate, Aldershot, UK, 2007
- Principles of international biolaw, Bruxelles, Bruylant, 2013

### Ouvrages collectifs
- État de droit, droits fondamentaux et diversité culturelle, Paris, éditions L'Harmattan, 1999, « Les droits de l'homme sont-ils universels ? », p. 199-212
- Bioéthique, bioéthiques, Bruxelles, Bruylant, 2003, « La Convention d’Oviedo : vers un droit commun européen de la bioéthique », p. 59-93
- Bioéthique et droit international. Autour de la Déclaration universelle sur la bioéthique et les droits de l’homme, Paris, Lexis Nexis Litec, 2007, « Comment concilier une bioéthique universelle et le respect de la diversité culturelle ? », p. 55-60

### Sélection d'articles
- « Les droits nationaux européens face à la procréation médicalement assistée : primauté de la technique ou primauté de la personne ? », Revue internationale de droit comparé, vol. 1,‎ 1994, p. 141-152 :: En ligne dans persee.fr
- « Le clonage humain dans une perspective éthico-juridique et de droit comparé », Cahiers de droit, Université Laval (Québec),‎ mars 2001, p. 129-145
- « La notion de dignité humaine est-elle superflue en bioéthique ? », Revue Générale de Droit Médical, no 16,‎ mars 2005, p. 95-102 (lire en ligne) [PDF]
- « Le diagnostic préimplantatoire dans les législations des pays européens : sommes-nous sur une pente glissante? », Bioethica Forum (Suisse), no 1(2),‎ 2008, p. 96-103 [PDF]